# 小尾昌也
小尾 昌也（おび まさや、1978年4月20日 - ）は、日本の元俳優。東京都出身。俳優時代はセントラルグループに所属していた。

## 略歴
1990年、テレビドラマ『人形佐七捕物帳 佐七一番手柄』で子役デビュー。1993年、円谷プロ制作の特撮テレビドラマ『電光超人グリッドマン』に主演し、ドラマを中心に活躍。
1999年頃に俳優業を引退した。

## 出演

### テレビドラマ
- 人形佐七捕物帳 佐七一番手柄（1990年、テレビ東京）
- 大人は判ってくれない（1992年、フジテレビ）
- 電光超人グリッドマン（1993年 - 1994年、TBS） - 主演・翔 直人 役
- 火曜サスペンス劇場 / 地方記者・立花陽介（日本テレビ）
  - 7 但馬城崎通信局（1996年）
  - 8 会津若松通信局（1996年）
- 銀狼怪奇ファイル（1996年、日本テレビ） - 神田五郎 役
- 土曜ワイド劇場 / 二重証言の妻（1999年、テレビ朝日）

### 映画
- 一杯のかけそば（1992年、東映） - 兄（少年時代）役

### テレビアニメ
- SSSS.GRIDMAN（2018年） - お客様 役
- SSSS.DYNAZENON（2021年） - 監視員 役

### 劇場アニメ
- グリッドマン ユニバース（2023年） - バイク乗りの青年 役[2]